# Marco Streller
Marco Streller (født 18. juni 1981 i Basel, Schweiz) er en schweizisk tidligere fodboldspiller. Han repræsenterede blandt andet FC Basel i hjemlandet og tyske VfB Stuttgart, og havde lejeophold hos både Concordia Basel, FC Thun og FC Köln.
Med FC Basel vandt Streller i både 2004, 2008 og 2010 det schweiziske mesterskab. Med VfB Stuttgart vandt han i 2007 det tyske mesterskab.

## Landshold
Streller nåede i sin tid som landsholdspiller (2003-2011) at spille 37 kampe og spille 12 kampe for det schweiziske landshold, som han debuterede for den 11. september 2003 i et opgør mod Irland. Han var en del af den schweiziske trup ved VM i 2006 i Tyskland, hvor han i 1/8-finalenederlaget mod Ukraine blev skurken i straffesparkskonkurrencen, da han som den første schweiziske skytte misbrugte sit forsøg. Han deltog også ved EM i 2008 på hjemmebane.